# Cyphochilus proximus
Cyphochilus proximus är en skalbaggsart som beskrevs av Sharp 1876. Cyphochilus proximus ingår i släktet Cyphochilus och familjen Melolonthidae. Inga underarter finns listade i Catalogue of Life.